# Philippe Breton
Pour les articles homonymes, voir Philippe Breton (évêque) et Breton (homonymie).
 (mai 2022).
La mise en forme du texte ne suit pas les recommandations de Wikipédia : il faut le « wikifier ».
Les points d'amélioration suivants sont les cas les plus fréquents. Le détail des points à revoir est peut-être précisé sur la page de discussion.
- Les titres sont pré-formatés par le logiciel. Ils ne sont ni en capitales, ni en gras.
- Le texte ne doit pas être écrit en capitales (les noms de famille non plus), ni en gras, ni en italique, ni en « petit »…
- Le gras n'est utilisé que pour surligner le titre de l'article dans l'introduction, une seule fois.
- L'italique est rarement utilisé : mots en langue étrangère, titres d'œuvres, noms de bateaux, etc.
- Les citations ne sont pas en italique mais en corps de texte normal. Elles sont entourées par des guillemets français : « et ».
- Les listes à puces sont à éviter, des paragraphes rédigés étant largement préférés. Les tableaux sont à réserver à la présentation de données structurées (résultats, etc.).
- Les appels de note de bas de page (petits chiffres en exposant, introduits par l'outil «  Source ») sont à placer entre la fin de phrase et le point final[comme ça].
- Les liens internes (vers d'autres articles de Wikipédia) sont à choisir avec parcimonie. Créez des liens vers des articles approfondissant le sujet. Les termes génériques sans rapport avec le sujet sont à éviter, ainsi que les répétitions de liens vers un même terme.
- Les liens externes sont à placer uniquement dans une section « Liens externes », à la fin de l'article. Ces liens sont à choisir avec parcimonie suivant les règles définies. Si un lien sert de source à l'article, son insertion dans le texte est à faire par les notes de bas de page.
- La présentation des références doit suivre les conventions bibliographiques. Il est recommandé d'utiliser les modèles {{Ouvrage}}, {{Chapitre}}, {{Article}}, {{Lien web}} et/ou {{Bibliographie}}. Le mode d'édition visuel peut mettre en forme automatiquement les références.
- Insérer une infobox (cadre d'informations à droite) n'est pas obligatoire pour parachever la mise en page.

Pour une aide détaillée, merci de consulter Aide:Wikification.
Si vous pensez que ces points ont été résolus, vous pouvez retirer ce bandeau et améliorer la mise en forme d'un autre article.
Philippe Breton,  né le 29 janvier 1951 à Béthune, est psychanalyste à Strasbourg, membre de la Fédération européenne de psychanalyse (FEDEPSY). Il est professeur émérite des universités à l'université de Strasbourg et enseigne à la clinique psychiatrique de la Faculté de médecine de Strasbourg dans le DU "Bases conceptuelles des psychothérapies analytiques".
Après avoir centré ses études sur l'anthropologie de la parole, les pratiques de l'argumentation et les effets de la manipulation sur les comportements psychologiques, il développe, du point de vue de la psychanalyse, des recherches sur les racines psychiques de l'opinion, les comportements homicides et les crimes de masse, la notion d'« onde traumatique » et également les impacts sur la santé mentale de la violence sociale et des catastrophes.

## Biographie
Né en 1951, Philippe Breton obtient en 1981 un doctorat en psychologie sur une Analyse des communications entre informaticiens et utilisateurs scientifiques d'un centre de calcul du CNRS. En 1985, il soutient une thèse de doctorat d'Etat en sciences de l'information et de la communication. Dans les années 1990, il est nommé chargé de recherche au CNRS dans le Laboratoire « Cultures et sociétés en Europe » (UMR 7043) à Strasbourg). Il enseigne également à l’université de Paris-I Sorbonne.
En 1988, il obtient le Prix du jury décerné par l'AFIN (Association française des informaticiens) pour un de ses premiers ouvrages, consacré à l'histoire de l'informatique,. En 1993, il obtient le prix de Philosophie politique de l'Académie des sciences morales et politiques pour son ouvrage "La parole manipulée".
Philippe Breton est élu professeur des Universités au Centre universitaire d’enseignement du journalisme (CUEJ), rattaché à l’Université de Strasbourg, et directeur éditorial d'un média en ligne, l'Observatoire de la vie politique en Alsace : ovipal.com.
De 2017 à 2023, Philippe Breton est administrateur national de la Croix-Rouge française, après avoir conduit plusieurs actions humanitaires. Il est titulaire dans ce cadre de la médaille de la sécurité intérieure (barrette sécurité civile - promotion juillet 2022).[réf. nécessaire]

## Publications
- 1987 : Une histoire de l'informatique. Paris : La Découverte - réédition au Seuil en 1990   (ISBN 978-2-0201-2348-8)
- 1989 : L’explosion de la communication. La naissance d’une nouvelle idéologie. Paris : La Découverte / Montréal : Boréal
réédité en 2012  (ISBN 978-2-7071-7382-9) (Co-écrit avec Serge Proulx)[7]
- 1990 : La technoscience en question. Éléments pour une archéologie du XXe siècle (avec Franck Tinland et Alain-Marc Rieu). Seyssel : Champ Vallon - réédité en 1993  (ISBN 978-2-8767-3081-6)
- 1990 : La tribu informatique. Enquête sur une passion moderne. Paris : Métailié  (ISBN 978-2-8642-4086-0)
- 1992 : L'utopie de la communication. L'émergence de l'homme sans intérieur. Paris : La Découverte - réédité en 2004  (ISBN 978-2-7071-4418-8)
- 1995 : À l'image de l'Homme. Du Golem aux créatures virtuelles. Paris : Le Seuil  (ISBN 978-2-0201-3416-3)
- 1996 : L'argumentation dans la communication. Paris : La Découverte - 5ème édition en 2016  (ISBN 978-2-7071-8951-6)[8]
- 1997 : La parole manipulée. Paris : La Découverte - réédité en 2004  (ISBN 978-2-7071-4419-5)
- 1997 : L'utopie de la communication. Le mythe du village planétaire. Paris : La Découverte - réédité en 2004  (ISBN 978-2-7071-4418-8)
- 1998 : L'option informatique au lycée (avec Ghislaine Dufourd et Éric Heilmann). Paris : Hachette  (ISBN 978-2-0113-5137-1)
- 2000 : Le culte de l’Internet. Une menace pour le lien social ?. Paris : La Découverte - réédité en 2012  (ISBN 978-2-7071-7274-7)
- 2000 : Histoire des théories de l'argumentation (avec Gilles Gauthier). Paris : La Découverte - réédité en 2011  (ISBN 978-2-7071-6951-8)[9]
- 2003 : Éloge de la parole. Paris : La Découverte. - réédité en 2007  (ISBN 978-2-7071-5238-1)  978-2-7071-5238-1
- 2004 : Argumenter en situation difficile. Paris : La Découverte; réédition en 2006 : Pocket, collection "Évolution"  (ISBN 978-2-2661-4774-3)
- 2006 : L’incompétence démocratique. La crise de la parole aux sources du malaise (dans la) politique. Paris : La Découverte  (ISBN 978-2-7071-4627-4)
- 2007 : Éthique et solidarité humaine à l'âge des réseaux (actes d'une journée d'études avec Paul Soriano, Valérie Peugeot, Pierre Perez, Sylvain Missonnier, Paul Mathias, Hervé Le Crosnier et Claude Henry). Paris : L'Harmattan  (ISBN 978-2-2961-6611-0)
- 2008. Convaincre sans manipuler - Apprendre à argumenter. Paris : La Découverte  (ISBN 978-2-7071-5230-5)[10]
- 2009. Les refusants. Comment refuse-t-on de devenir exécuteur. Paris : La Découverte.  (ISBN 978-2-7071-5230-5)[11]
- 2009. Le silence et la parole contre les excès de la communication (avec David Le Breton). Toulouse : Érès  (ISBN 978-2-7492-1141-1)[12]
- 2015. Une brève histoire de la violence. Éditions du 81.  (ISBN 9782915543483)